# هفياويات
الهفياويات (الاسم العلمي: Osmeroidei) هي رتيبة من الأسماك تتبع الرتبة هفيات الشكل من طائفة عظميات الرأس.

## التصنيف
- الهفينات
  - الهفيات
    - الهفاوات
      - الهفاوية